# سقط جنین در موریس
در موریس، سقط جنین تنها در موارد خطر برای زندگی، خطر برای سلامت جسمی یا روانی، خطر ناهنجاری مادرزادی، بارداری ناشی از تجاوز، یا بارداری افراد خردسال قانونی است. سقط جنین‌های قانونی باید توسط سه پزشک یا گزارش پلیس تأیید شوند و در صورتی که روی افراد خردسال انجام شود، باید توسط یک بزرگسال تأیید گردد. سقط جنین‌های غیرقانونی با جریمه یا زندان مجازات می‌شوند.
در دوران استعمار، موریس ممنوعیت سقط جنین فرانسه را به ارث برد. ممنوعیت کامل سقط جنین در قانون کیفری سال ۱۸۳۸ تا قرن ۲۱ به قوت خود باقی بود. در دهه ۲۰۰۰، سقط جنین‌های غیرقانونی فراوان بودند، اما بحث‌های قانونی به علت مخالفت مذهبی با سقط جنین نادر بود. در سال ۲۰۱۲، یاتین وارما پیشنهادی برای اصلاح قانون و قانونی کردن سقط جنین در موارد خاص ارائه داد که با حمایت چندحزبی تصویب شد. سازمان‌های بین‌المللی و برخی رهبران مذهبی از این لایحه حمایت کردند، در حالی که برخی دیگر مخالف بودند. سازمان‌هایی مانند انجمن برنامه‌ریزی و بهبود خانواده موریس از سقط جنین قانونی حمایت کرده‌اند.
سقط جنین موضوعی تابو در موریس است. نرخ سقط جنین حدود ۱۰٬۰۰۰ تا ۱۵٬۰۰۰ مورد در سال است که تعداد کمی از آن‌ها به‌طور قانونی ثبت می‌شوند. سقط جنین در میان نوجوانان و زنان مجرد رایج است و اغلب به علت شکست در کنترل تولد انجام می‌شود. روش قانونی معمول برای سقط جنین، سقط جنین پزشکی با استفاده از سیتوتک است. سقط جنین غیرقانونی اغلب از داروها یا روش‌های خانگی استفاده می‌کند. این کشور نرخ مراقبت‌های پس از سقط جنین کمتری نسبت به دیگر کشورهای آفریقایی دارد.

## قانون‌گذاری
بخش ۲۳۵ از قانون کیفری موریس بیان می‌کند:

(۱) هر شخصی که با هرگونه خوراکی، نوشیدنی، دارو، یا با خشونت، یا به هر وسیله دیگر، موجب سقط جنین زنی که بارداری او به مرحله پیشرفته رسیده است شود، یا وسایل انجام چنین سقط جنینی را فراهم کند، چه زن موافقت داشته باشد یا نه، به مجازات کار اجباری تا سقف ۱۰ سال محکوم خواهد شد.

(۲) همان مجازات برای هر زنی که خود موجب سقط جنین خود شود، یا استفاده از وسایلی را که برای این منظور به او اشاره شده یا ارائه شده است، قبول کند و در نتیجه آن سقط جنین رخ دهد، اعمال خواهد شد.

(۳) هر پزشک، جراح یا داروسازی که وسایل سقط جنین را پیشنهاد دهد، تسهیل کند یا ارائه دهد، در صورتی که سقط جنین رخ دهد، پس از محکومیت، به مجازات کار اجباری محکوم خواهد شد.

قانون کیفری موریس اجازه سقط جنین را در شرایطی می‌دهد که بارداری زندگی یا سلامت جسمی یا روانی مادر را تهدید کند. این قانون سقط جنین را تا سن بارداری چهارده هفته در موارد بارداری ناشی از تجاوز یا رابطه جنسی با دختری زیر ۱۶ سال مجاز می‌داند. اصلاحیه‌ای بر بخش ۲۳۵ ادعاهای کاذب دربارهٔ این شرایط را جرم‌انگاری کرده و مجازات آن را تا ده سال زندان تعیین کرده است.
سقط جنین‌ها باید توسط سه پزشک متخصص، از جمله یک متخصص زنان و زایمان، تأیید شوند یا در موارد تجاوز به گزارش پلیس متکی باشند. برای افراد زیر ۱۸ سال، تأیید توسط یک بزرگسال ضروری است. اعتراض مبتنی بر وجدان نیز مجاز است. وزارت بهداشت تا سال تا تاریخ ۲۰۲۲، پنج بیمارستان منطقه‌ای و چند بیمارستان خصوصی را برای ارائه خدمات سقط جنین مجاز کرده است. تعداد محکومیت‌ها برای سقط جنین غیرقانونی در سال ۲۰۲۱ صفر و در سال ۲۰۲۲ سه مورد بوده است.
موریس یکی از امضاکنندگان پروتکل ماپوتو است، اما به بند ۱۴(۲) که حق سقط جنین در موارد تجاوز یا زنای محارم را توصیف می‌کند، پایبند نیست. قانون این کشور با این بند مطابقت ندارد زیرا حق سقط جنین را بدون ارائه گزارش پلیس فراهم نمی‌کند.

## تاریخچه
در جولای ۱۷۷۸، بالاترین دادگاه موریس ممنوعیت سقط جنین در فرانسه را تأیید کرد، که این تخلف را «در راستای قوانین دین و دولت» مستحق مجازات مرگ دانست.: 124  در این دوره، سقط جنین در میان زنان برده رایج بود، و اغلب بردگان مالاگاسی به انجام این عمل متهم می‌شدند.: 139  در سال ۱۸۳۸، قانون کیفری کشور ممنوعیت سقط جنین فرانسه را با اصلاحاتی اتخاذ کرد.